# Paspop

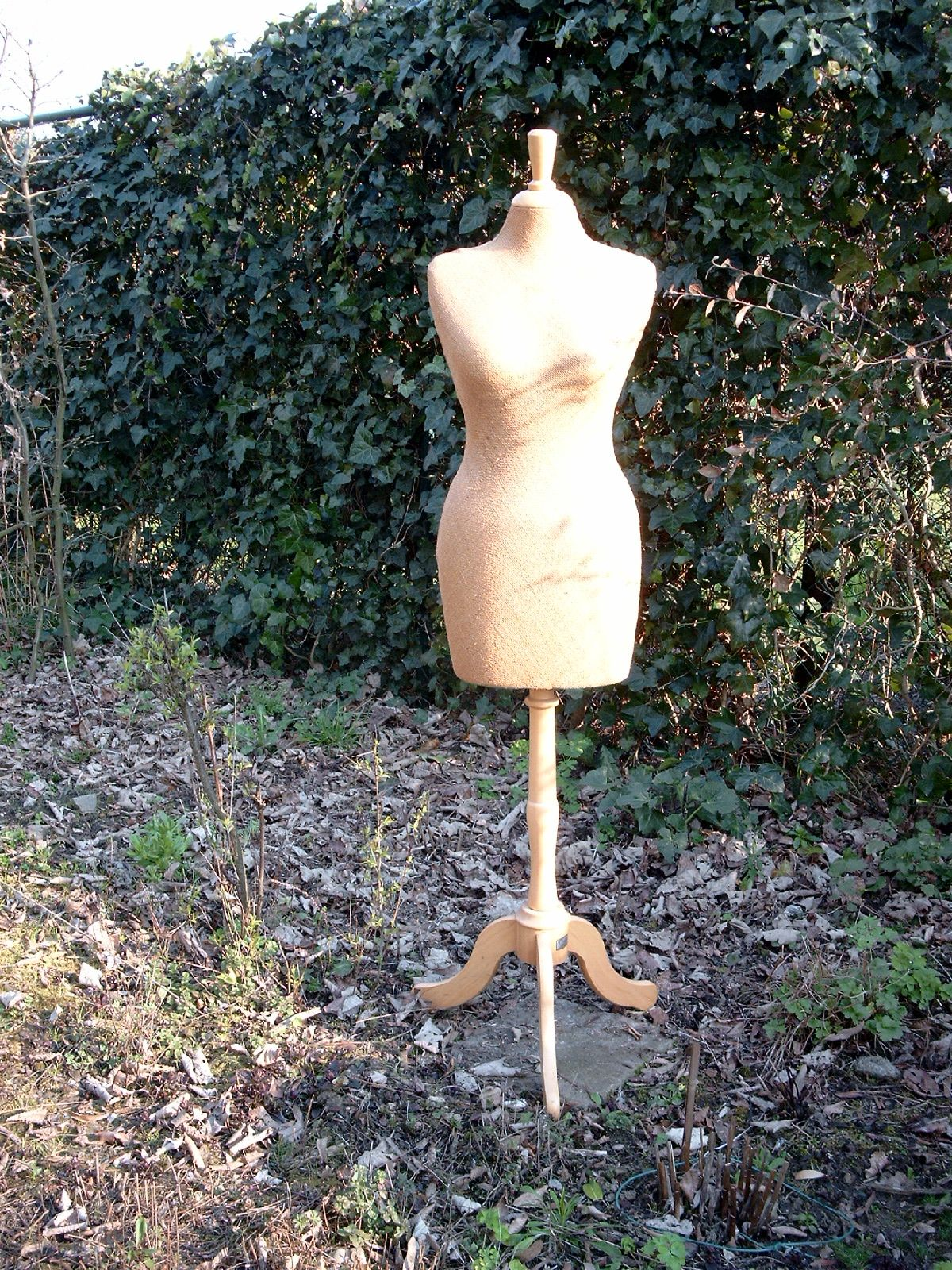
Paspop

Een paspop is een levensgroot model in de vorm van de romp en wordt gebruikt als hulpmiddel bij het naaien van kleding. Er zijn ook paspoppen met een kruis; deze zijn ook geschikt voor het naaien van pantalons. Een paspop is meestal een draadfiguur die bij te stellen is naar de maat van degene voor wie de kleding gemaakt wordt. Meestal is de draadfiguur overtrokken met stof. 
Door een paspop te gebruiken voorkomt men dat een persoon onnodig vaak moet komen passen. 
Voor de naaister is het ook heel nuttig als ze voor zichzelf kleding moet maken om te zien hoe haar werkstuk valt, vooral aan de rugzijde. 

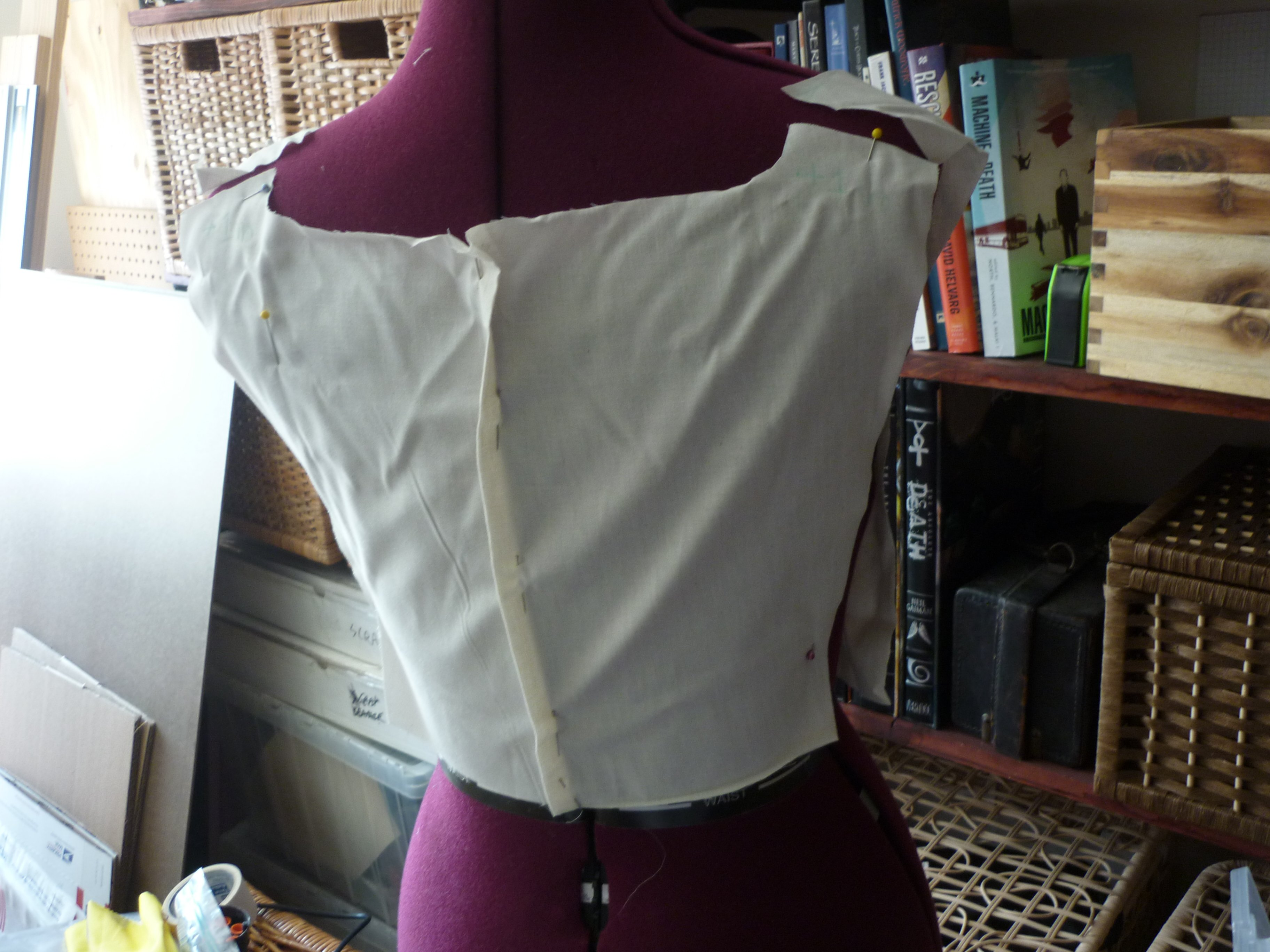
Een paspop met daarop een opzet voor een blouse

Een van maat verstelbare paspop is niet altijd geschikt voor moulage, dat wil zeggen: knippen en assembleren direct op het pasmodel in plaats van platliggend op een tafel, omdat men de stof juist daar vast wil spelden waar de stelknoppen zitten.
De paspop werd in 1847 ontwikkeld door de Parijse kleermaker Alexis Lavigne, oprichter van de École supérieure des arts et techniques de la mode.